# Stolpe (Marienfließ)
Stolpe ist ein Wohnplatz im Ortsteil Krempendorf der Gemeinde Marienfließ im Landkreis Prignitz in Brandenburg.

## Geographie
Der Ort liegt 4 Kilometer westlich von Meyenburg, 12 Kilometer nordöstlich von Putlitz und 18 Kilometer nördlich von Pritzwalk. Die Nachbarorte sind Retzow im Norden, Ganzlin im Nordosten, Meyenbug im Osten, Bergsoll im Südosten, Frehne im Süden, Krempendorf im Südwesten, Stepenitz im Westen sowie Klein Dammerow im Nordwesten.

## Geschichte
Die erste schriftliche Erwähnung des Ortes stammt aus dem Jahr 1274, worin er mit seinem heutigen Namen verzeichnet wurde und das damalige Dorf im Rahmen einer größeren Schenkung der mecklenburgischen Fürsten von Werle bei Ludwigslust an das Kloster Marienfließ den Besitzer wechselte. Zwischenzeitlich wüst gefallen und ebenso 1458 verzeichnet, ist für 1593 und 1725 die Nutzung der wüsten Feldmark durch die Gemeinde zu Krempendorf belegt. Der Anspruch auf eine dauerhafte Nutzung der wüsten Feldmark Stolpe durch die Gemeinde zu Krempendorf, wurde 1728 ff. gegen das Stift Marienfließ vorerst durchgesetzt. Die zuvor wieder erstandene Siedlung zählte 1752 in Summe 30 Einwohner und zudem sind Planungen für die Anlage einer Kolonie mit 8 Büdnern belegt, welche 1754 zur Ansetzung von 5 Familien geführt hatte. 1765 wurden von der Gemeinde zu Krempendorf 12 Büdner angesetzt. 1772 wurden insgesamt 47 Einwohner verzeichnet und 1791 in Summe 40 Personen. Der Ort war 1800 nach Stepenitz eingekircht und 1801 lebten 37 Einwohner hier. Wie schon 1791 wurden auch 1801 in der Kolonie 11 Büdner und 12 Feuerstellen verzeichnet. Vor 1816 gehörte der Ort zum Pritzwalkischen Kreis in der Prignitz der Mark Brandenburg und kam danach zum Landkreis Ostprignitz im Regierungsbezirk Potsdam der Provinz Brandenburg.
1817 wurden 45 Einwohner und 1819 insgesamt 12 Kätner verzeichnet. Auf dem Urmeßtischblatt „1226 Meyenburg“ aus dem Jahr 1825 wird die Siedlung als eine Zeile nördlich Krempendorf dargestellt. Darüber hinaus finden sich ostnordöstlich von Krempendorf und südsüdöstlich vom heute wüsten Waldhof der Flurname „auf dem Stolp“, südwestlich von Waldhof die „Stolper Tannen“ und „Stolper Heiden“ sowie nordwestlich von Waldhof die „Dörpstellen“, eine Dorfstellenschonung. 1837 lebten hier 58 Menschen und 1846 befanden sich im Ort insgesamt 9 Wohnhäuser. Zuvor dem Stiftsgericht Marienfließ zugehörig, wurde Stolpe 1849 der Gerichtskommission Meyenburg zugeordnet. In einer Beschreibung aus dem Jahr 1852 wird der Ort als eine durch die Stepenitz von Krempendorf getrennte, flach und sandig gelegene Kolonie aufgeführt. Der Boden sei kalt und sandig mit sterilem und ockerartigem Untergrund, die Weiden sehr mager und größtenteils Heide, welche mehr zur Ansamung von Kiefern geeignet wären. Eine bestimmte Bewirtschaftungsart war nicht vorhanden, nur einschürige Wiesen und gewöhnliches Landvieh im Umfang von 2–3 Kühen, welche zudem als Zugvieh genutzt werden sowie 3–5 Schafe – „sonst nichts“.
1858 zählte Stolpe insgesamt 78 Einwohner und 1860 hatte Stolpe eine Gemarkungsgröße von 444 Morgen, davon 346 Morgen Acker, 38 Morgen Wald, 29 Morgen Weide, 27 Morgen Wiese und 4 Morgen Gehöfte. Zur Kolonie zählten in dem Jahr 13 Wohn- und 7 Wirtschaftsgebäude. 1871 wurden neben 75 Einwohnern insgesamt 11 Wohnhäuser in der Kolonie verzeichnet. 1872 endete die Zugehörigkeit des Dorfes zum Stift Marienfließ. 1879 wurde das neu geschaffene Amtsgericht Meyenburg für den Ort zuständig. 1900 wurde die Siedlung als Kolonie des Gemeindebezirkes Krempendorf, 1925 mit 77 Einwohnern und 1931 ein nach Stepenitz eingekirchter Wohnplatz von Krempendorf verzeichnet. Ab 1952 zugehörig zum Kreis Pritzwalk im Bezirk Potsdam und dem Kreisgericht Pritzwalk, wurde der Ort 1964 und 1973 als Ortsteil von Krempendorf aufgeführt. 1993 wurde Stolpe ein Teil des neu geschaffenen Landkreises Prignitz und das Amtsgericht Perleberg hier zuständig.